# El Católico (Perú)
El Católico fue un diario peruano de tendencia tradicionalista y ultramontana.

## Historia
Fue fundado en el año 1855 por Bartolomé Herrera,  siendo, además, su director. Fue publicado en el Seminario de Santo Toribio, asumiendo el obispo Juan Ambrosio Huerta el cargo de editor. Tuvo una tendencia tradicionalista y antiliberal, lo que motivó que sus opositores fundaran El Católico Cristiano. Entre los integrantes del diario estuvieron José Jesús Ayllón, Francisco Solano de los Heros y Luis Guzmán. Detuvo sus publicaciones en el año 1860.